# ブライト・ウィン・インボックス
ブライト・ウィン・インボックス（Bright - Win Inbox）は、2020年6月30日から11月24日にかけて毎月最終火曜日20:00にLINE TVとGMMTVのYouTubeにて配信された、ブライト・ワチラウィット・チワアリーとウィン・メータウィン・オーパッイアムカジョーンがMCを務めるバラエティ番組である。全9回のうち、第2、4、6、8の4回はスペシャルとして通常とは違うタイミングで配信された。

## 概要
「ブライトとウィンの2人にしてもらいたいこと」についてGMMTVの公式Facebookページに送られたメッセージの中から、2人が選びゲストと共に実際にチャレンジしていく。

## エピソード

### EP.1
- 配信日：2020年6月30日[2]
- ゲスト：ファースト・カナパン・プイトラクーン
- スポンサー：Lactasoy
- 内容：シューティングゲーム

『Score it or Screw it』
ルール：「0」または「9」の数字が書かれたボードに向けてダーツの矢を10本投げ、当たった数字を合計して最も多かった人が勝ち。
スコア：ブライト-18点、ウィン-36点、ファースト-18点
『I Shoot Till It Drops』
ルール：小さな的に向かってライフル（エアガン）を10回打ち、最も多くの的を倒せた人が勝ち。
スコア：ブライト-3点、ウィン-2点
『Hit or Miss』
ルール：7から10までの数字が書かれた的に向かって拳銃（エアガン）を5回打ち、当たった数字を合計して最も多かった人が勝ち。
スコア：ブライト-45点、ウィン-47点
勝者：ウィン、敗者：ブライト
- 罰ゲーム：30秒ワサビを口に含む

### EP.2（スペシャル）
- 配信日：2020年8月11日[3]
- ゲスト：ドレイク・サッタブット・レーディキー
- ロケ地：Lion's head boxing academy
- スポンサー：Double C Drinks
- 内容：ボクシング

『フルーツパンチ』
ルール：10回その場で回転した後、吊るされた3つのフルーツを1発で正確にパンチする。3回戦でパンチできた数とタイムを競う。
スコア：ブライト-9点・98.80秒、ウィン-9点・73.19秒、ドレイク-9点・67.07秒
勝者：ドレイク、敗者：ブライト
- 罰ゲーム：顔面エアブロー

### EP.3
- 配信日：2020年8月25日[4]
- ゲスト：マイク・チンラット・シリポンチャワリット
- ロケ地：The Hattrick Academy Rama 9
- スポンサー：Potato Corner
- 内容：サッカー

『ゴール対決』
ルール：大中小3つのサイズのゴールに向かって3回ボールを蹴り、ゴールしたサイズの得点の合計が最も高かった人が勝ち。ただし毎回何かしらのアイテムを着用してプレイする必要がある。
スコア：ブライト-1点、ウィン-0点、マイク-39点
勝者：マイク、敗者：ウィン
- 罰ゲーム：苦いハーブ茶を飲む

### EP.4（スペシャル）
- 配信日：2020年9月15日[5]
- ゲスト：レオ・ソッセイ
- ロケ地：Impact Speed Park
- スポンサー：Mikku
- 内容：ゴーカート

『ゴーカートレース』
ルール：ゴーカートに乗ってコースを3周した後、氷水に入ったバケツから5種類のMikkuを取り出すまでを最も早くできた人が勝ち。
スコア：ブライト-2:38.14、ウィン-2:31.11、レオ-2:53.94
勝者：ウィン、敗者：レオ
- 罰ゲーム：アニマルフェイスペイント

### EP.5
- 配信日：2020年9月29日[6]
- ゲスト：ナムターン・ティパナリー・ウィーラワトノドム
- ロケ地：Le Du Restaurant
- スポンサー：Yanhee
- 内容：レストランでの食事

『パーティーゲーム』
1回目
ルール：ルーレットを回して出た数字の分だけボタンを押し、男の人の台座を上げていく。男の人を水に落とした人が負け。
敗者：ブライト
2回目
ルール：ガオガオ パニックブル
敗者：ウィン
3回目
ルール：配管工のズボンに工具をぶら下げていき、配管工を飛び出させた人が負け。
敗者：ブライト
- 罰ゲーム：料理を食べられない

### EP.6（スペシャル）
- 配信日：2020年10月12日[7]
- ゲスト：ジェニー・パナン
- ロケ地：Thai Wake Park Lumlukka
- スポンサー：B-Quik
- 内容：ウェイクボード

『×〇』
ルール：床に3x3の9本のタイヤを配置し、その輪の中に後ろ向きでボールを投げ入れ、最も早く1列獲得できた人が勝ち。
勝者：ブライト＆ウィン、敗者：レオ
- 罰ゲーム：敗者は勝者のいう事を何でも5つ聞く

### EP.7
- 配信日：2020年10月27日[8]
- ゲスト：ガン・コラウィット・ブーンスィ
- ロケ地：Baan Saengdad、Pattaya Water Sports Club
- スポンサー：Systema
- 内容：フライボード

『フローティングソファー』
ルール：ジェットスキーに引かれるフローティングソファーに30秒間乗って、頭に載せた水がこぼれないようにし、最も多く残っていた人が勝ち。
スコア：ブライト-0グラム、ウィン-428グラム、ガン-347グラム
勝者：ウィン、敗者：ブライト
- 罰ゲーム：顔面ラップ割り

### EP.8（スペシャル）
- 配信日：2020年11月10日[9]
- ゲスト：ガンスマイル・チョンナカン・アーポンスティナン
- ロケ地：The Racquet Club
- スポンサー：Sponsor
- 内容：ロッククライミング

ルール：壁の上部にあるジグソーパズルをロッククライミングで登って取得し、地上に降りてパズルを完成させるまでの時間が最も早い人が勝ち。
スコア：ブライト-2.35、ウィン-2.40、ガンスマイル-3.31
勝者：ブライト、敗者：ガンスマイル
- 罰ゲーム：他の2人にサイコロで出た目の数だけ体に洗濯バサミを付けられる

### EP.9（最終回）
- 配信日：2020年11月24日[10]
- ゲスト：ゴッジ・タチャコーン・ブンラパヤーナン
- ロケ地：Sub Zero Ice Skate Club
- スポンサー：Shinmai POP
- 内容：アイスホッケー

1つ目
ルール：10個のアイスホッケーのパックで小さな的を倒し、その的に書かれているポイントの合計が最も高い人が勝ち。
スコア：ブライト-15点、ウィン-11点、ゴッジ-2点
2つ目
ルール：3分間の間にできるだけ多くのパックを障害物をよけながら運んだ後、ゴールを決めた数が最も多い人が勝ち。
スコア：ブライト-5点、ウィン-8点、ゴッジ-4点
勝者：ブライト、敗者：ゴッジ
- 罰ゲーム：番組の締めを話している間、氷水に足をつける